# Les Piles
Les Piles är en kommun i Spanien.   Den ligger i provinsen Província de Tarragona och regionen Katalonien, i den östra delen av landet, 400 km öster om huvudstaden Madrid. Antalet invånare är 214. Arean är 22,4 kvadratkilometer. Les Piles gränsar till Santa Coloma de Queralt, Bellprat, Pontils, Sarral och Conesa. 
Terrängen i Les Piles är huvudsakligen platt, men söderut är den kuperad.